# トボガン (玩具)

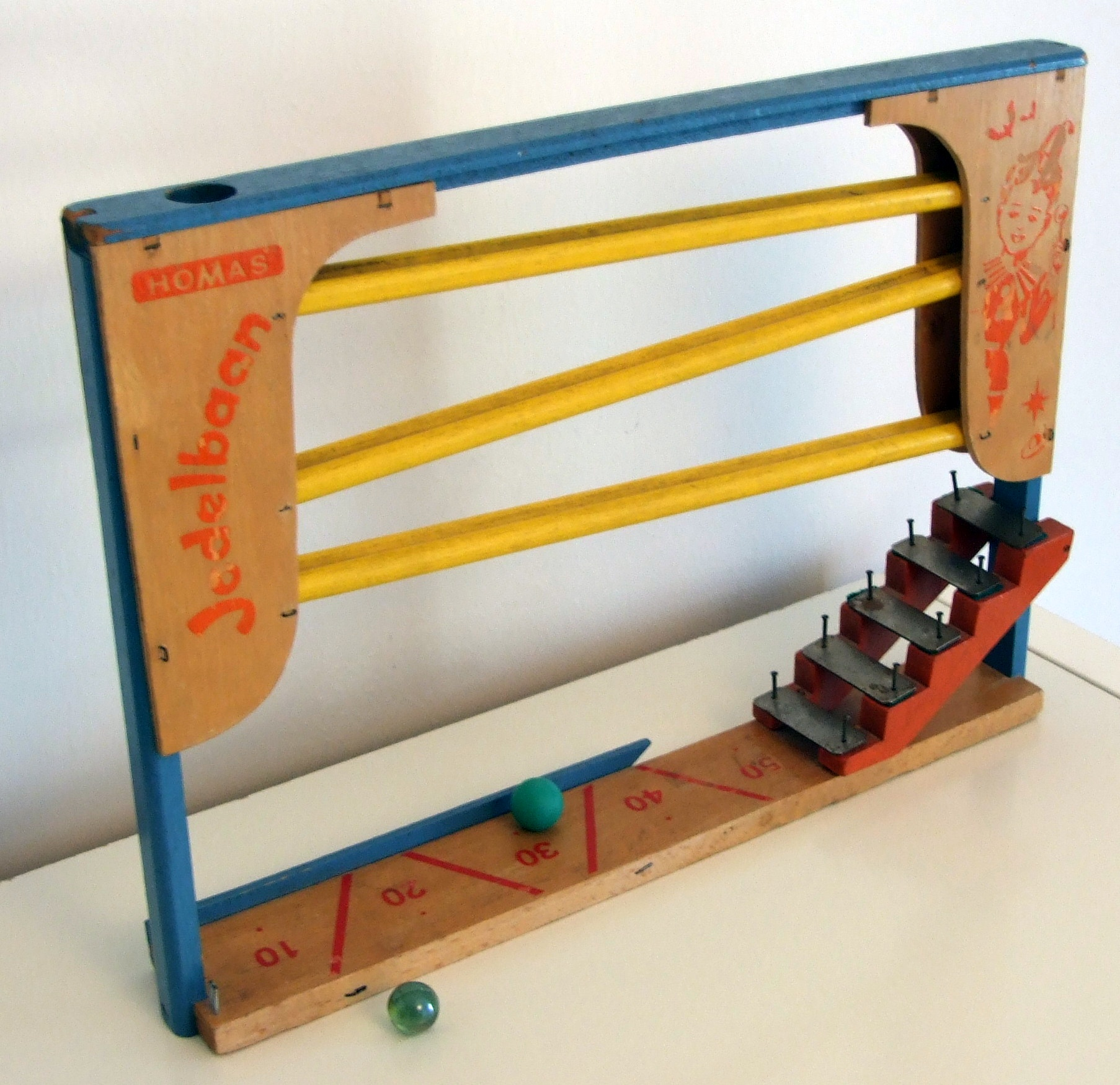
ドイツ製のスイッチバック方式

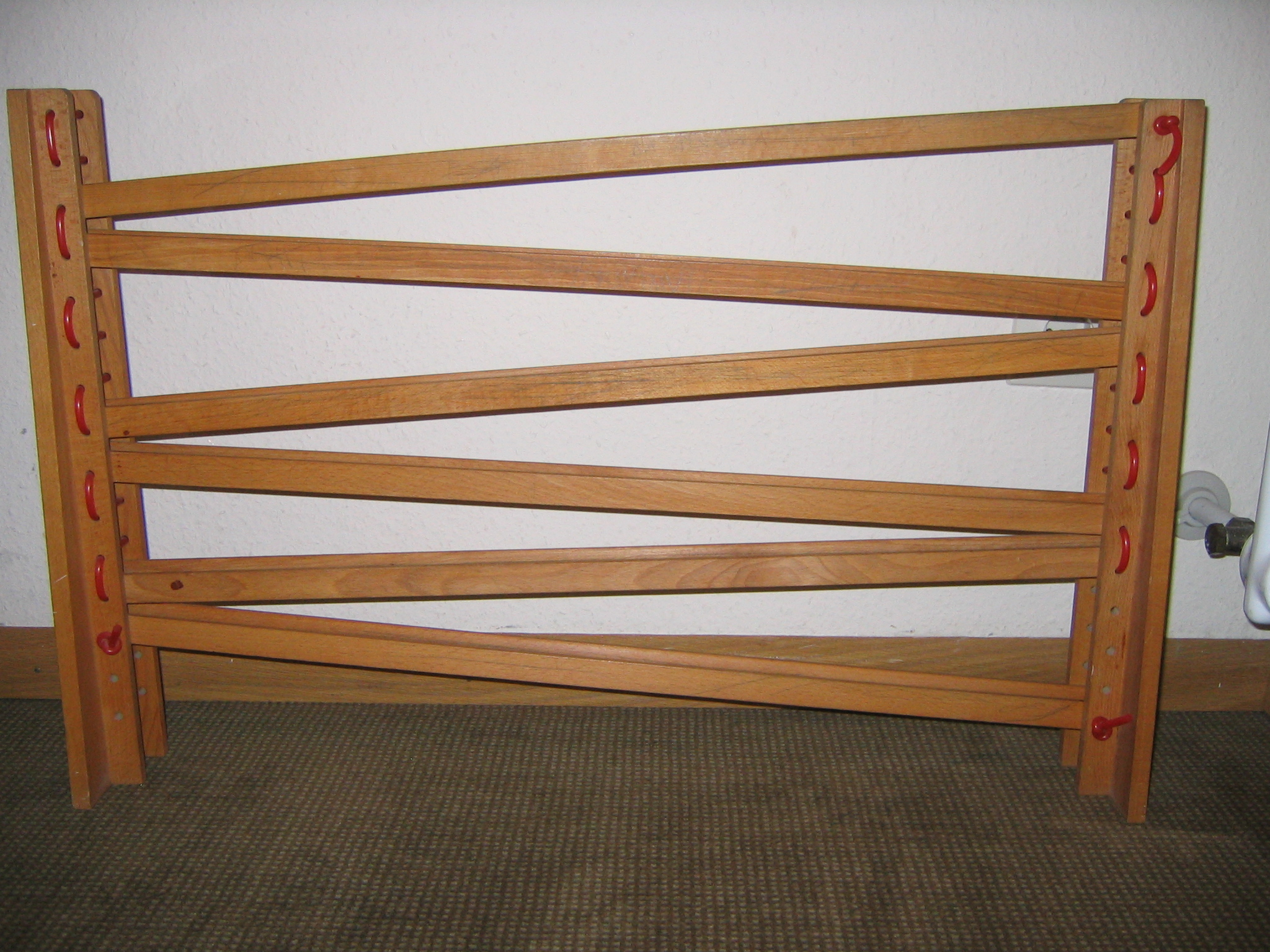
ドイツ製のスイッチバック方式

トボガン（Tobogan）は、チェコ発祥の木製の玩具。

## 概要
小さな玉（ビー玉など）を転がしたり、転がり落として遊ぶ玩具である。転がすコースには、様々な落とし方のものがある。日本で一般的なものは、スイッチバック方式のもの。その他回転式（螺旋階段）・木製のミニカーを落とすものなどがある。
英語ではスイッチバック（Switchback）、ドイツ語では、クーゲルバーン（玉の道、Kugelbahn）の名称で販売され、進行方向を反転させる意味である。スイスでは、スカリーノ（scalino）として販売。
日本では、ドイツのメーカーより輸入し、同じ名称で販売したためクーゲルバーンとして知られ、オブジェとしても人気がある。